# Det kan vi göra för rätt och för fred
Det kan vi göra för rätt och för fred är en psalm med text skriven 1972 av Brian Wren, översatt till svenska 1984 av Anders Frostenson. Musiken är skriven 1984 av Karl-Olof Robertson.

## Publicerad i
- 1986 års psalmbok som nr 591 under rubriken "Tillsammans i världen". (Texten i denna version är försedd med copyright)
- Psalmer och Sånger 1987 som nr 695 under rubriken "Tillsammans i världen".[2]
- Segertoner 1988 som nr 619 under rubriken "Tillsammans i världen".[1]